# Station Blaker
Station Blaker is een station in Blaker in de gemeente Sørum in fylke Viken  in  Noorwegen. Het station, geopend in 1862, ligt aan Kongsvingerbanen. Rånåsfoss  wordt bediend door lijn L14, de stoptrein tussen Asker en Kongsvinger.